# Quantum Heroes Dinoster
Quantum Héroes Dinoster (coreano : 다이노스터: 공룡수호대) es una serie de televisión animada surcoreana-china, coproducida por Fun Flux Entertainment en Corea del Sur y Alpha Group en China, con el apoyo de producción de Educational Broadcasting System en Corea del Sur. 